# سامي العريان
سامي أمين العريان (من مواليد 14 يناير 1958) ناشط سياسي فلسطيني كان أستاذا لهندسة الكمبيوتر في جامعة جنوب فلوريدا. خلال إدارة كلينتون وإدارة بوش، تمت دعوته إلى البيت الأبيض. قام بحملة نشطة لحملة بوش الرئاسية في الانتخابات الرئاسية الأمريكية في عام 2000.
بعد مقابلة مثيرة للجدل مع بيل أورايلي في برنامج ذا أورايلي فاكتر بعد هجمات 11 سبتمبر خضعت فترة عمل العريان في جامعة جنوب فلوريدا للتدقيق العام.
ووجهت إليه في 17 فبراير 2003 تهمة بموجب قانون باتريوت. برأته هيئة المحلفين من 8 تهم ووصلت إلى طريق مسدود في التهم التسع المتبقية. وفي وقت لاحق، أبرم صفقة اعتراف واعترف بإحدى التهم المتبقية مقابل إطلاق سراحه وترحيله بحلول أبريل 2007. ومع ذلك، مع اقتراب موعد الإفراج عنه، طالبه المدعي الفيدرالي في فرجينيا بالإدلاء بشهادته أمام هيئة محلفين كبرى في قضية منفصلة، وهو ما رفض القيام به، مدعياً أنها ستنتهك صفقة الإقرار بالذنب. احتُجز رهن الإقامة الجبرية في شمال فيرجينيا من عام 2008 حتى عام 2014 عندما قدم المدعون الفيدراليون طلبًا برفض التهم الموجهة إليه.
تم ترحيله إلى تركيا في 4 فبراير 2015.

## النشأة والتعليم

### الكويت ومصر
ولد العريان في 14 يناير 1958 في الكويت. كان والداه أمين وليلى العريان لاجئين فلسطينيين بعد قيام دولة إسرائيل عام 1948. بعد حرب فلسطين عام 1948 اضطر أمين إلى ترك مصنع صابون الأسرة في يافا والهرب باتجاه مخيمات اللاجئين في قطاع غزة. هاجرت عائلة أمين إلى الكويت عام 1957 حيث ولد سامي العريان. بموجب القانون الكويتي، كان والداه مقيمين بشكل قانوني لكنه لم يكن مؤهلاً للحصول على الجنسية. في عام 1966 تم طرد عائلته من الكويت بعد رفضها أن تصبح مخبرين للمخابرات الكويتية. تلقى تعليمه الابتدائي والثانوي في القاهرة، مصر. خلال أوائل السبعينات، تعلم سامي اللغة الإنجليزية من البرامج التلفزيونية الأمريكية. غادر مصر عام 1975، وعاد عام 1979 في زيارة عندما تزوج من نهلة النجار.

### الولايات المتحدة الأمريكية
استخدم أمين العريان كل مدخراته لإرسال سامي إلى أمريكا من أجل التعليم. في عام 1975، جاء العريان إلى الولايات المتحدة لدراسة الهندسة في جامعة جنوب إلينوي. في عام 1978، تخرج بتخصص في العلوم الكهربائية وهندسة النظم. في جامعة ولاية كارولينا الشمالية، حصل على درجة الماجستير في عام 1980 والدكتوراه في عام 1985.

## التخرج في جامعة جنوب فلوريدا
انتقل إلى تمبل تراس بعد أن تم تعيينه كأستاذ مساعد لتدريس هندسة الكمبيوتر في جامعة جنوب فلوريدا في 22 يناير 1986. تم منحه وضع الإقامة الدائمة للولايات المتحدة في مارس 1989. تمت ترقيته من أستاذ مساعد إلى أستاذ مشارك دائم. حصل على العديد من الجوائز المتعلقة بالتدريس بما في ذلك جائزة المعلم المتميز جيروم كريفانيك في عام 1993 وزيادة في الراتب على أساس درجات الجدارة من خلال برنامج حوافز التدريس في عام 1994.

## النشاط

### مشاركة المجتمع والحكمة
كان منخرطًا جدًا في المجتمع المحلي. خدم إمامًا لمسجد محلي وضابط تأجير للمدرسة الدينية المحلية. في عام 1992، استضاف عرضًا محليًا حول الكابل، السلام عليكم.
صعد إلى الصدارة الوطنية لسعيه من أجل الحقوق المدنية للأمريكيين المسلمين وزيادة الوعي بالمحنة الفلسطينية. وانتقد العريان عملية السلام التي يقودها رئيس السلطة الوطنية الفلسطينية ياسر عرفات ودعا إلى دعم الانتفاضات الفلسطينية ضد الاحتلال الإسرائيلي خلال الثمانينات وأوائل التسعينات. في 20 أكتوبر 1988 أسس العريان مشروع الاهتمام الإسلامي، والذي تضمن لجنة مخصصة لجمع التبرعات الخيرية لفلسطين. في 1990-1991، أدت مشاركته المستمرة في تعزيز الحوار بين الغرب والشرق الأوسط إلى إنشاء مؤسسة دراسات العالم والإسلام (WISE)، والتي عملت كمركز أبحاث عزز مبادرات السياسة العامة. وافق وايز وجامعة جنوب فلوريدا رسميًا على التعاون في 11 مارس 1992. نشرت مؤسسة دراسات العالم والإسلام المجلات، ودعمت تعليم طلاب الدراسات العليا، وعقدت حلقات دراسية بين العلماء الأمريكيين والشرق الأوسط.

### فيلم إيمرسون والتحقيق
نشر ستيف إيمرسون فيلمًا مثيرًا للجدل في نوفمبر 1994 اتهم مؤسسة دراسات العالم والإسلام بأنها منظمة جبهة إرهابية وهو ما نفاه العريان بشدة. في مايو 1995، توسع مايكل فيشر في فيلم إيمرسون. تعرضت مقالات فيشتر لانتقادات من زملائه الصحفيين بسبب التحريض على التعصب من خلال الصحافة المتهورة. انتقدت ابنة سامي العريان، ليلى العريان، إيمرسون وذا تورباين لنشرهما صوراً لبيتهم ومدرستهم وسيارة العائلة. في نوفمبر 1995 قام الوكلاء الفيدراليون الذين يحققون في «انتهاكات الحنث باليمين وقوانين الهجرة» بتفتيش منزل سامي العريان لمدة ست ساعات لمصادرة كشوف مصرفية تعود إلى عام 1986، وتصاريح السفر، وفواتير الهاتف، وخرائط السفر، وأشرطة الفيديو العائلية، والأشرطة الصوتية، وأقراص الكمبيوتر. قاد تحقيق مستقل لمدة ثلاثة أشهر محامي تامبا ورئيس سابق لقوات الولايات المتحدة الأمريكية وليام ريس سميث شمل مئات الوثائق و59 مقابلة. أفاد التحقيق في مايو 1996 أنه «لا يوجد دليل» يدعم الادعاء بأن العريان أو مؤسسة دراسات العالم والإسلام يدعمان الإرهاب. ذهب التقرير إلى استنتاج مفاده أن مسؤولي جامعة جنوب فلوريدا تصرفوا بشكل مناسب بالتعاون مع مؤسسة دراسات العالم والإسلام. وأشاد رئيس جامعة جنوب فلوريدا بيتي كاستور بالتقرير المكون من 99 صفحة لما قدمه من «تحليل شامل ومدروس ومفصل». في يونيو 1996 قال تشارلز ريد، مستشار جامعات فلوريدا إن تحقيقهم لم يجد صلات بين وايز والمنظمات الإرهابية.
في مايو 1996، ألغت جامعة فيلانوفا ندوة شارك فيها العديد من المتحدثين بما في ذلك العريان بعد أن اشتكت رابطة مكافحة التشهير (ADL) من احتمال حدوث أعمال شغب. وافقت جمعية دراسات الشرق الأوسط في أمريكا الشمالية (MESA)، وهي أكبر رابطة لعلماء الشرق الأوسط في الولايات المتحدة، على قرار يوبخ الرابطة على «خلق جو من التخويف أدى إلى إلغاء حدث أكاديمي». وضعت جامعة جنوب فلوريدا العريان في إجازة إدارية مدفوعة الأجر في مايو 1996 في انتظار نتيجة تحقيق فيدرالي كان له إطار زمني غير محدد. اشتكى الطلاب في أغسطس 1997 بعد إلغاء دورة متطلبات التخرج التي كان يدرسها العريان. بعد التشاور مع السلطات التي لم توجه أي اتهامات بعد تحقيق فيدرالي دام ثلاث سنوات، قررت جامعة جنوب فلوريدا إعادته إلى منصبه في أغسطس 1998.

### المواطنة
تقدم بطلب للحصول على الجنسية الأمريكية في يناير 1994. على الرغم من إبلاغه بأنه اجتاز جميع متطلبات الحصول على الجنسية في سبتمبر 1994، إلا أنه لم يُمنح ولم يُحرم من الجنسية. يتطلب القانون الفيدرالي الإخطار في غضون 120 يومًا بعد فحص الجنسية. في أكتوبر 1995، رفع دعوى قضائية لمنحه الجنسية مباشرة. تم رفض التماسه للحصول على الجنسية في مارس 1996 بحجة التصويت غير القانوني في انتخابات 1994 المحلية في مقاطعة هيلزبورو. لكن تحقيق الولاية اكتشف عدم وجود تناقضات وبرأه لأن نواب تسجيل الناخبين أعطوا العريان بطاقة تسجيل الناخبين عبر البريد للتصويت في انتخابات 1994 المحلية.  

### مازن النجار
سُجِن مازن النجار، صهر سامي العريان، لما يقرب من خمس سنوات، لاتهامه بصلات مع مقاومين فلسطينيين. في مايو 1997، سُجن النجار في ميامي، فلوريدا دون تهمة، واحتُجز إلى أجل غير مسمى على أساس أدلة سرية. على الرغم من أن القاضي ماكهوج وجد النجار عضوًا محترمًا في المجتمع، إلا أن ماكهوج نفى الإفراج عنه بكفالة على أساس أدلة سرية في مايو 1997. في مايو 2000، أمر قاضي المقاطعة الأمريكية جون أ. ليونارد بإعادة المحاكمة لأن حق النجار في محاكمة عادلة قد انتهك عندما لم تتنازل الحكومة عن الأدلة لكي يدافع النجار عن نفسه. في اليوم الأول من جلسة الاستماع في آب 2000، استدعت الحكومة العريان للإدلاء بشهادته. كان العديد من المحللين القانونيين والعريان مقتنعين بأن العريان وليس النجار هو محور قضية النجار. بناءً على نصيحة محاميه، استشهد العريان بالتعديل الخامس لـ99 من 102 سؤال. لأن النجار كان فلسطينياً وُلِد في غزة أثناء السيطرة المصرية على المنطقة، لم يكن النجار في الأساس يحمل جنسية في أي مكان، وقد أدت المزاعم القائلة بأنه على صلة بالإرهابيين إلى إفساد محاولات البحث عن بلد لأخذه هو وزوجته وثلاثة أشخاص. بنات صغيرات. تم الإفراج عن النجار في ديسمبر 2000 بعد أن حكم قاضٍ بأن الحكومة ليس لديها دليل على استمرار احتجازه. تم اعتقال النجار مرة أخرى في نوفمبر 2001 من قبل دائرة الهجرة والجنسية (INS). تم احتجازه رسميًا بسبب تجاوز مدة تأشيرة الطالب الخاصة به في الثمانينيات. واتهم أنصاره الحكومة بتقويض الحريات المدنية في أعقاب هجمات 11 سبتمبر. حصل النجار على تأشيرة سياحية لمدة أسبوعين من البحرين. لكن في طريقه إلى أيرلندا، تراجعت البحرين عن قرارها بقبول النجار. بعد مفاوضات، طار النجار إلى إيطاليا ثم هبط في لبنان، والتي منحته تأشيرة زيارة لمدة ستة أشهر اعتبارًا من أغسطس 2002. لقد تجاوز مدة تأشيرة طالب الولايات المتحدة، وتم ترحيله في أغسطس 2002.

### المشاركة السياسية
مستوحى من مأزق النجار شارك العريان في تأسيس تحالف تامبا باي للسلام والعدالة، والذي ركز على استخدام الأدلة السرية وغيرها من قضايا الحقوق المدنية في قانون مكافحة الإرهاب وعقوبة الإعدام الفعال لعام 1996 وإصلاح الهجرة غير الشرعية والمهاجرين. قانون المسؤولية لعام 1996. في عام 2000، شارك العريان في تأسيس وقيادة الائتلاف الوطني لحماية الحرية السياسية. وصفته مجلة نيوزويك بأنه «ناشط رئيسي في مجال الحقوق المدنية» لجهوده لإلغاء استخدام الأدلة السرية في المحاكمات.
زار العريان البيت الأبيض أربع مرات من 1997 إلى 2001.
خلال الانتخابات الرئاسية لعام 2000، اتصل العريان بحملة آل جور وحملة بوش لمعالجة استخدام الأدلة السرية لاعتقال مواطنين أمريكيين دون تهمة. التقى العريان ببوش خلال توقف حملته في مهرجان فلوريدا للفراولة للاحتجاج على استخدام إدارة كلينتون للأدلة السرية. بعد المناقشات الرئاسية التي شجب فيها بوش استخدام الأدلة السرية كشكل من أشكال التنميط العنصري ضد العرب الأمريكيين، بدأ العريان حملة بوش باعتباره المرشح الأكثر احتمالا لإنهاء التمييز. خلال مؤتمر البيت الأبيض الذي أعلن فوز بوش في الانتخابات، حصل العريان على مكان في الصف الأول لجهود توعية الناخبين في فلوريدا. في 20 يونيو 2001، انضم العريان إلى 160 ناشطًا مسلمًا أمريكيًا في جلسة إحاطة بالبيت الأبيض مع كبير مستشاري بوش (كارل روف). لكن في حدث منفصل بالبيت الأبيض في 28 يونيو، احتل ابنه عبد الله -المتدرب في الكونغرس- عناوين الصحف الوطنية عندما تمت مرافقته من قبل الخدمة السرية دون تفسير. كما انسحب 24 من قادة الجالية المسلمة للاحتجاج على طرد عبد الله. واعتذر جهاز الخدمة السرية في وقت لاحق عن الحادث مشيرا إلى «ارتباك أحد حراسه». اعتذر الرئيس بوش شخصيًا في رسالة وجهها إلى نهلة وشكر الأسرة على مساهماتها الخيرية في المجتمعات الإسلامية في جميع أنحاء العالم.
ساعد تحالف تامبا باي الإسلامي (TBMA) والعريان في إعادة توطين 50 عائلة فرت من حرب البوسنة. أدان العريان وقادة آخرون في التحالف هجمات 11 سبتمبر في أعقاب ذلك مباشرة. شجع العريان الأمة على ملاحقة المسؤولين ولكن في الوقت نفسه تثبيط أعمال الحرب التي قد تؤثر على الأبرياء. ثبط عزيمة مضيفي البرامج الحوارية الإذاعية عن نشر خطاب مليء بالكراهية ودعا إلى الوحدة الوطنية. قاد العريان الجالية المسلمة المحلية في تنظيم حملة للتبرع بالدم تضامنا مع ضحايا 11 سبتمبر.
كان العريان قد عارض حرب العراق وتحدث في مسيرة مناهضة للحرب ضد الحرب. كما انتقد المحافظين الجدد والحركة الصهيونية.

### التعليم
شارك العريان في تأسيس الأكاديمية الإسلامية بفلوريدا. بعد اتهامه الجنائي، حلت المدرسة نفسها في عام 2004، باستخدام أكاديمية الشباب الأمريكية الجديدة مباني ومعدات الأكاديمية الإسلامية السابقة، مع بقاء معظم الطلاب.

## جدل أورايلي

### مقابلة تلفزيونية
في 26 سبتمبر 2001، تمت دعوة العريان للظهور على ذا أورايلي فاكتر لمناقشة ردود الفعل العربية الأمريكية على هجمات 11 سبتمبر. لم يتناول أورايلي أبدًا ردود فعل العرب الأمريكيين وواجه العريان بتسجيل له من عام 1988 وهو يصرخ "الموت لأمريكا".
أنهى أورايلي مقابلته بالدعوة إلى وكالة المخابرات المركزية لتظلل العريان. وقال المتحدث باسم القوات الأمريكية مايكل رايش إن «تعليقات أورايلي ليست سوى تكهنات». تسببت مقابلة أورايلي في تلقي العريان تهديدات بالقتل من جميع أنحاء البلاد.

### الحرية الأكاديمية
في أكتوبر 2001، وضعت رئيسة جامعة جنوب فلوريدا جودي جينشافت العريان في إجازة إدارية مدفوعة الأجر وحظرت العريان من دخول ممتلكات جامعة جنوب فلوريدا لأنها تعتقد أن وجود العريان سيضر بأمن الحرم الجامعي. خلال العطلة الشتوية عندما كان الطلاب وأعضاء هيئة التدريس في إجازة في ديسمبر 2001، أعلنت جينشافت ومجلس أمناء جامعة جنوب فلوريدا عن عزمهم طرد العريان من التدريس في جامعة جنوب فلوريدا بسبب الاضطراب الأكاديمي ومشاكل سلامة الحرم الجامعي. أدان رئيس مجلس الشيوخ في الكلية جريجوري بافيزا نية إطلاق النار على أنها مخادعة لأن الأساتذة لم تسمع أصواتهم. استقال مستشار الكلية لمجلس الأمناء احتجاجاً على الفصل. عقد مجلس الشيوخ اجتماعا طارئا في يناير 2002 وافق فيه بأغلبية واسعة على قرار يدين الفصل باعتباره اعتداءًا على الحرية الأكاديمية. صوتت كلية فلوريدا المتحدة، وهي نقابة أعضاء هيئة التدريس التي تمثل أساتذة جامعة جنوب فلوريدا، على تقديم دعمها الكامل وراء العريان وأدانت الجامعة لتضخيم مخاوفها الأمنية.
أجرت سي إن إن مقابلة مع العريان في يناير 2002 اتهم فيها العريان الجامعة بالسماح لمن يوجهون تهديدات بالقتل بإملاء حدود الحرية الأكاديمية. دخل حاكم فلوريدا (جيب بوش)، في المعركة عندما عرض دعمه لقرار جينشافت بإقالة العريان. وانتقدت افتتاحية من صحيفة نيويورك تايمز جيب بوش وتعامل الجامعة مع القضية باعتباره إهانة لحرية التعبير. في أواخر يناير، احتشدت عدة منظمات طلابية في جامعة جنوب فلوريدا في الحرم الجامعي احتجاجًا على تصرفات جينشافت ضد العريان. في زمالة حركة التوحيدية العالمية في ليكلاند في فبراير 2002، ناقش العريان تاريخ الصراع الإسرائيلي الفلسطيني وأجاب على أسئلة المجتمع فيما يتعلق بمأزق جامعة جنوب فلوريدا. انتقد روي ويذرفورد، رئيس اتحاد أعضاء هيئة التدريس في جامعة جنوب فلوريدا، قرار طرد العريان من أمام جينشافت في قمة أعضاء هيئة التدريس في مارس 2002. بعد القمة، كشفت الرابطة الأمريكية لأساتذة الجامعات (AAUP) أنها تجري تحقيقًا بشأن جينشافت لتحديد ما إذا كانت قد انتهكت الحرية الأكاديمية. في أواخر أبريل 2002، أفاد محققو الجامعة العربية الأمريكية أن جينشافت كانت مترددة في قرارها فصل العريان، خاصة إذا تم انتقاد الجامعة رسميًا. واستنتج محققو الجامعة العربية الأمريكية أن قرار جينشافت بوضع العريان في إجازة إدارية مدفوعة الأجر بدلاً من التعليق يعكس عدم إيمانها بالنصيحة القانونية التي أعطت الضوء الأخضر لإقالة العريان. ونفت جامعة جنوب فلوريدا التقرير ونفت أن يكون قرار الجامعة العربية الأمريكية بتوجيه اللوم عاملاً في طرد العريان.
دعا أكبر اتحاد وطني للمعلمين، الاتحاد الأمريكي للمعلمين، دعا جينشافت في يوليو 2002 لحماية الحرية الأكاديمية من خلال إعادة العريان إلى منصبه. قررت لجنة التحقيق في الجامعة العربية الأمريكية أن فرضية جامعة جنوب فلوريدا بشأن عزل العريان كانت «غير جوهرية» واستشهدت بـ«قضايا خطيرة تتعلق بالحرية الأكاديمية والإجراءات القانونية الواجبة». أدان المدافعون عن الحريات المدنية والأساتذة في جميع أنحاء البلاد جامعة جنوب فلوريدا لاستسلامها طواعية لهستيريا ما بعد 11 سبتمبر. ووبخ العميل السابق لوكالة المخابرات المركزية الأمريكية (سي آي إيه) فينسينت كانيسترارو علنا المزاعم ضد العريان وشهد بتصرف مدني بأن العريان ليس له أي علاقة بمنظمات غير قانونية.
خضعت استثمارات مؤسسة عائلة جينشافت في سندات الشركات التابعة لبنك التنمية الصناعية في إسرائيل للتدقيق في سبتمبر 2002. كما استشهدت العديد من التماسات الإنترنت بعقيدة جينشافت اليهودية لزيادة الدعم ضد العريان. ونفت جينشافت معرفتها بسندات الشركة وقالت إن قراراتها لم تتأثر باستثماراتها ولا بدينها في قضية العريان. ألغى جون إسبوزيتو، الباحث البارز في شؤون الشرق الأوسط، خطابه في جامعة جنوب فلوريدا في أكتوبر 2002 احتجاجًا على مخالفات جينشافت للحرية الأكاديمية.
ولأن جينشافت كانت تخشى من الدعاوى القضائية العقابية إذا فصلت العريان، فقد واصلت جينشافت متابعة طرد العريان من خلال خطوة غير عادية طلبت فيها من محكمة دائرة هيلزبورو تحديد ما إذا كان طرد العريان ينتهك حقوق التعديل الأول للعريان. رفضت قاضي المحكمة الجزئية سوزان باكليو قضية جينشافت في ديسمبر 2002. بعد أن تقدم العريان بشكوى على أن جينشافت فسخت عقد النقابة بتأديب العريان، عكست جينشافت مساره وأكد أن العريان لم يتم تأديبه أبدًا. لكن بعد أسبوع من صدور لائحة اتهام اتحادية ضد العريان، فصلته جينشافت في 27 فبراير 2003 باستخدام لائحة الاتهام كغطاء قانوني لحماية الجامعة من أي دعوى قضائية ناشئة عن ذلك.

### دعوى لوفتوس
في مارس 2002، ضاعف جون لوفتوس اتهامات أوريلي من خلال الاستشهاد بمصادر مجهولة ورفع دعوى قضائية ادعت أن العريان استخدم المنظمات التي تنظمها الدولة لغسيل الأموال. سخر فريق الدفاع عن العريان من الدعوى باعتبارها دعاية تسعى إلى حيلة واقترح أن لوفتوس بحاجة إلى علاج نفسي. تم رفض دعوى لوفتوس القضائية بإجراءات موجزة من قبل القاضي لفشلها في إظهار بشكل كاف كيف أصيبت لوفتوس شخصيًا بسبب أنشطة العريان المزعومة.

## لائحة الاتهام

### لائحة الاتهام
بعد واحدة من أطول التحقيقات الإرهابية التي أجرتها وزارة العدل في الولايات المتحدة وأكثرها إثارة للجدل، قدم المدعون الفيدراليون لائحة اتهام في 21 فبراير 2003، اتهموا فيها العريان بالابتزاز لصالح حركة الجهاد الإسلامي في فلسطين. ووجه الاتهام إلى العريان مع غسان بلوط وحاتم فريز وسميح حمودة. أشاد المدعي العام جون أشكروفت بالصلاحيات الموسعة بشكل كبير لقانون باتريوت باعتبارها أساسية في لائحة الاتهام. واستنكرت جماعات عرب أمريكا لائحة الاتهام ووصفتها بأنها اضطهاد لترويج العريان للقضايا الفلسطينية. نظم نشطاء المجتمع المحلي ومتظاهرو حرب العراق ومسلمون أمريكيون مظاهرات منتظمة حول قضية العريان في الأسابيع التي أعقبت لائحة الاتهام. ووصف العريان اعتقاله بأنه نتيجة لهستيريا ما بعد 11 سبتمبر في تصريح علني أمام تجمع في قاعة المحكمة من قبل أنصاره.

### المحاكمة
بدأت محاكمة العريان التي استمرت خمسة أشهر وثلاثة عشر يومًا باهتمام محموم من وسائل الإعلام الوطنية. بُنيت قضية الادعاء إلى حد كبير على عمليات التنصت على المكالمات الهاتفية الصادرة عن مكتب التحقيقات الفيدرالي وإرسال الفاكسات التي تم جمعها بين عام 1994 ووقت اعتقال السيد العريان في عام 2003. اشتملت المراقبة على ما يقرب من 20000 ساعة من الحوار من 472000 محادثة هاتفية تم التنصت عليها على 18 خطًا تم تسجيلها جُمِعت من 1994 إلى 2003. في حين أن عمليات التنصت على المكالمات الهاتفية التي يقوم بها ذراع المخابرات لمكتب التحقيقات الفيدرالي عادة ما تظل سرية عن المحققين الجنائيين الفيدراليين، فإن أحكام قانون باتريوت وقانون مراقبة الاستخبارات الأجنبية تسمح باستخدامها في بعض المحاكمات التي تتعامل مع الإرهاب. في نهاية مرافعة الادعاء، اختار محامو العريان عدم تقديم أي شهود في دفاعه واستراحوا دون تقديم دفاع، على أمل ترك عبء الإثبات على عاتق الحكومة. انتهت المحاكمة في نوفمبر 2005. بعد 13 يومًا من المداولات، برأت هيئة المحلفين العريان في ديسمبر في 8 من 17 تهمة، ووصلت إلى طريق مسدود بشأن التسعة المتبقية. تمت تبرئة اثنين من المتهمين من جميع التهم، كما تمت تبرئة متهم آخر من معظم التهم الموجهة إليه. واعتُبر الحكم بمثابة إحراج كبير لملاحقة الحكومة وقانون باتريوت.
واتهمت النيابة العامة في المحاكمة العريان بمساعدة الجهاد الإسلامي في فلسطين، والتي أصدرت إدارة كلينتون أمرا تنفيذيا عام 1995 أعلنت فيه الجهاد الإسلامي في فلسطين منظمة «إرهابية خاصة». وحظر الأمر التنفيذي «تقديم أو تلقي مساهمات أو أموال أو سلع أو خدمات» لصالح الجهاد الإسلامي في فلسطين، كما حظر الإجراءات التي تهدف إلى التهرب من الحظر. قدم المدعون الفيدراليون عدة نسخ من المحادثات الهاتفية وتبادل الفاكسات التي أجراها العريان مع قادة الجهاد الإسلامي في فلسطين قبل أن تصبح هذه الاتصالات غير قانونية في عام 1995. لم يتضمن أي منها أي نقاش حول هجوم ضد الولايات المتحدة أو يعكس معرفة مسبقة بالهجمات في الشرق الأوسط.
في أبريل 2005، أصدر اتحاد أعضاء هيئة التدريس بالكلية المتحدة بفلوريدا قرارات بإرسال ممثل إلى محاكمة العريان والتعبير عن دعمه لحق العريان الدستوري في محاكمة عادلة مع معاملة عادلة للسجناء.

### اتفاق نداء
في 28 فبراير 2006، وقع العريان اتفاق إقرار بالذنب وافق بموجبه على الإقرار بالذنب في تهمة واحدة من التآمر للمساهمة بخدمات أو لصالح الجهاد الإسلامي، وهي منظمة إرهابية محددة بشكل خاص. في المقابل، فإن المدعي العام الأمريكي:
1. وافق على رفض التهم الثمانية المتبقية في لائحة الاتهام السابقة.
2. الموافقة على عدم اتهام العريان بأية جرائم أخرى كانت معروفة للحكومة وقت تنفيذ الاتفاقية.
3. وافق على عدم إدخال أي توصية تتعلق بفرض غرامة.
4. اتفق مع العريان على أن العقوبة المناسبة ستكون 46-57 شهرا في السجن.
5. تعهد بأنه في حالة عدم تلقي معلومات معاكسة تشير إلى أن مثل هذه التوصية غير مبررة، فإن الولايات المتحدة توصي بأن يتلقى العريان حكمًا «عند الحد الأدنى من نطاق المبادئ التوجيهية المعمول به، على النحو الذي حسبته المحكمة». كجزء من الصفقة، وافق العريان على الترحيل بمجرد انتهاء عقوبة السجن.[85] نص اتفاق الإقرار بالذنب على أنه «يقتصر على مكتب المدعي العام للولايات المتحدة للمنطقة الوسطى بفلوريدا وقسم مكافحة الإرهاب في وزارة العدل، ولا يمكنه إلزام سلطات الادعاء الفيدرالية أو الحكومية أو المحلية الأخرى».[86] كما نصت على أنها «تشكل الاتفاق الكامل بين الحكومة والعريان... ولا توجد وعود أو اتفاقيات أو تعهدات أخرى للعريان». سأل قاضي المحكمة الجزئية العريان عما إذا كان قد تلقى وعودًا من أي شخص آخر للحث على الإقرار بالذنب، فقال إنه لم يفعل. تم فتح اتفاق الإقرار بالذنب وقبله القاضي جيمس إس مودي في 17 أبريل 2006. وينطوي التهمة على عقوبة قصوى تصل إلى السجن خمس سنوات، وغرامة قدرها 250 ألف دولار، وثلاث سنوات من الإفراج تحت الإشراف. وظل العريان رهن الاحتجاز بانتظار الحكم عليه وترحيله. وجاءت الصفقة بعد 11 عامًا من تحقيقات مكتب التحقيقات الفيدرالي وعمليات التنصت والتفتيش، وثلاث سنوات ونصف من التحضير للمحاكمة، والوقت الذي قضاها العريان في السجن، معظمها في الحبس الانفرادي.[87]

وقال أنصار العريان إن الاتفاق تم التوصل إليه جزئياً لإنهاء معاناة أسرته ولم شملهم.

### الحكم
حكم القاضي مودي على العريان بالسجن 57 شهرًا كحد أقصى وثلاث سنوات من الإفراج تحت الإشراف في 1 مايو 2006، ومنحه رصيدًا من الوقت الذي قضاها. وقال ممثلو الادعاء إن العريان سيقضي 19 شهرا ثم يتم ترحيله. وانتقد مودي العريان بشدة في حكمه. دخل العريان في إضراب عن الطعام لمدة 62 يومًا احتجاجًا على الحكم.
وطالبت منظمة العفو الدولية بالإفراج الفوري عنه ودعت إلى إجراء تحقيق في معاملته في السجن. واعتبرت ظروف احتجازه السابق للمحاكمة عقابية بلا مبرر وتتعارض مع المعايير الدولية للمعاملة الإنسانية. في رسالة في عام 2007 إلى آشكروفت، أعلنت منظمة حقوق الإنسان أن الانتهاكات «القاسية والعقابية غير المقبولة التي ارتكبها حراس السجن» كانت «تستند، جزئيًا على الأقل، إلى خلفيته السياسية».

## محاكمات الازدراء المدنية والجنائية؛ 2006 إلى الآن
تم استدعاء العريان ثلاث مرات للإدلاء بشهادته في التحقيقات المتعلقة بالإرهاب أمام هيئة المحلفين الفيدرالية الكبرى في فرجينيا بين عام 2006 وعام 2008. في كل مرة رفض الإدلاء بشهادته. طعن في أمر الاستدعاء الأولي في أربع محاكم فيدرالية مختلفة، كل منها رأت أنه في الواقع مطلوب منه الإدلاء بشهادته. وقد سُجن لمدة 13 شهرًا بتهمة الازدراء المدني لعدم الإدلاء بشهادته وفقًا لأمر الاستدعاء الأول.

### مذكرات الاستدعاء، ورفض الإدلاء بالشهادة، والازدراء المدني، والإضراب عن الطعام
في مايو 2006، أصدرت المحكمة الجزئية الأمريكية للمنطقة الشرقية من فرجينيا مذكرة استدعاء إلى العريان للإدلاء بشهادته أمام هيئة محلفين فيدرالية كبرى في الإسكندرية، فيرجينيا، في تحقيق حول مزاعم تمويل الإرهاب من قبل منظمة هيرندون بولاية فرجينيا، معهد الفكر الإسلامي. وقد تم تسليم أمر الاستدعاء إلى العريان في أكتوبر 2006. لقد سعى إلى إلغائه بتأكيد أن اتفاق الإقرار بالذنب الخاص به حال دون إجباره على الإدلاء بشهادته أمام هيئة المحلفين الكبرى في فيرجينيا. وقال إن الحكومة وافقت على أنه لن يُطلب منه التعاون معها بأي شكل من الأشكال، على الرغم من أن هذه الاتفاقية المحددة لم تنعكس في اتفاق الإقرار المكتوب. في اتفاق شفهي يقول إنه يظهر في محاضر المحكمة، وافق المدعون الفيدراليون على أنه لن يضطر للإدلاء بشهادته في فرجينيا. ثانيًا، قال العريان أيضًا إنه رفض الإدلاء بشهادته لأنه يعتقد أن «حياته ستكون في خطر إذا شهد». ثالثًا، ادعى العريان أنه ليس لديه معلومات يمكن أن تعزز التحقيق. رابعاً، قال العريان إنه لن يدلي بشهادته لأنه شعر بأن المعهد الدولي للفكر الإسلامي تم توجيه اتهامات إليه بشكل غير لائق. عندما تم استدعاؤه أمام هيئة المحلفين الكبرى في 19 أكتوبر، رفض العريان الإجابة عن أسئلة حول المعهد الدولي للفكر الإسلامي.
قضت محكمة مقاطعة فيرجينيا بأنه ليس لديه أساس قانوني لرفض الإدلاء بشهادته. حكمت عليه المحكمة بتهمة الازدراء المدني، وسجنته في 16 نوفمبر 2006، بتهمة ازدراء المحكمة، مع عدم احتساب الأيام التي قضاها بتهمة الازدراء المدني في أيام السجن التي بقي فيها على اتهامه بالتآمر. استأنف قرار محكمة فيرجينيا الجزئية أمام محكمة الاستئناف بالدائرة الرابعة، التي أكدت حكم المحكمة الأدنى. بعد ثلاثة عشر شهرًا، في 14 ديسمبر 2007، رفعت محكمة فيرجينيا الجزئية أمرها المتعلق بالازدراء، وبدأت عقارب الساعة تدق مرة أخرى في الأيام التي قضاها في حكم التآمر بالذنب. كما رأت محكمة مقاطعة فلوريدا أن اتفاق الإقرار بالذنب لم يكن غامضًا، ولم يمنع الحكومة من إصدار أمر استدعاء يطلب منه الإدلاء بشهادته أمام هيئة محلفين كبرى. بدأ العريان، المصاب بمرض السكر، إضرابا عن الطعام لمدة 60 يوما في 22 يناير 2007، احتجاجا على استمرار مضايقات الحكومة. بحلول 20 مارس 2007، كان 6 قدم (1.8 م) ذهب العريان من 202 إلى 149 رطل (92 إلى 68 كـغ). استأنف العريان قرار محكمة مقاطعة فلوريدا أمام محكمة الاستئناف بالدائرة الحادية عشرة، والتي أيدت المحكمة الابتدائية في 25 يناير 2008. وأشارت إلى أن اتفاق الإقرار بالذنب لم يتضمن أي ذكر لما إذا كان العريان سيضطر للإدلاء بشهادته أمام هيئة محلفين كبرى في المستقبل. كما أشارت إلى أن الاتفاق جاء فيه أنه يعكس كل الوعود والاتفاقيات بين العريان والحكومة، وأن ذلك يتفق مع تصريح العريان عند استجواب قاضي المحكمة الابتدائية بأنه لم تكن هناك وعود أو إغراءات قدمت له غيره. من تلك الواردة في الاتفاق المكتوب. علاوة على ذلك، لاحظت المحكمة أن اتفاق الإقرار بالذنب لم يتطرق إلا إلى قضية مقاضاة الحكومة للعريان عن جرائم كانت معروفة للمكتب وقت الاتفاق، لكنها لم تحصّن العريان من مذكرات الاستدعاء المستقبلية. لذلك رأت المحكمة أن اتفاق الإقرار بالذنب واضح، لا لبس فيه ولا يمنح العريان حصانة من أمر الاستدعاء أمام هيئة المحلفين الكبرى. أصدرت وزارة العدل أمر استدعاء ثالث في وقت لاحق من ذلك الشهر.
وفي مارس 2008 بدأ إضرابا آخر عن الطعام احتجاجا على أمر استدعاءه. أنهى إضرابه عن الطعام بعد شهرين. زعم تقرير الإذاعة الوطنية العامة لعام 2011 أن بعض الأشخاص المرتبطين بهذه القضية سُجنوا في وحدة إدارة اتصالات شديدة التقييد.

### إجراءات الازدراء الجنائية؛ الإقامة الجبرية؛ الإبعاد
في 26 يونيو 2008 وجهت إليه هيئة محلفين كبرى في المنطقة الشرقية من ولاية فرجينيا تهمة ازدراء جنائي، لرفضه بشكل غير قانوني ومتعمد أوامر المحكمة بأن يشهد كشاهد أمام هيئة محلفين في 16 أكتوبر 2007 و20 مارس 2008. في 2 سبتمبر 2008، أطلق سراحه من الحجز ووُضع قيد الإقامة الجبرية في منزل ابنته ليلى في شمال فيرجينيا، حيث تتم مراقبته إلكترونيًا أثناء انتظار محاكمته بتهم ازدراء جنائي.
في جلسة استماع في يناير 2009 لتحديد موعد محاكمته، قدم محاموه وثائق تقول إن العريان «تعاون بالفعل وأجاب على الأسئلة في المعهد الدولي للفكر الإسلامي» للمدعين الفيدراليين. وزعم المحامون أن المدعين العامين في ولاية فرجينيا «في النهاية غير مهتمين بالمعهد الدولي للفكر الإسلامي... لكنهم يريدون إعادة النظر في محاكمة تامبا». في طلب تم تقديمه في 4 مارس 2009، أقر المدعون في فيرجينيا أنه عندما تولى العريان صفقة الإقرار بالذنب في أوائل عام 2006، اعتقد المدعون العامون في تامبا أنها أعفته من الإدلاء بشهادته في قضايا أخرى. وهذا يؤكد الإقرارات التي تم حلف اليمين التي قدمها إلى المحكمة محامي العريان في فلوريدا، بيل موفيت وليندا مورينو.
في 9 مارس 2010 أجلت القاضية ليوني برينكيما محاكمة الازدراء الجنائية، بانتظار طلب محامي الدفاع بإسقاط التهم في القضية. في حين أنه بموجب القانون الفيدرالي، لا يمكن سجن العريان لأكثر من 18 شهرًا بتهمة الازدراء المدني، إلا أن القانون لا يحتوي على حد زمني للازدراء الجنائي. في 27 يونيو 2014، تحرك مساعد المدعي العام الأمريكي غوردون د. كرومبيرج لرفض لائحة الاتهام، لكن لأن القضية طال أمدها قرروا إسقاط القضية وبدء إجراءات ترحيل العريان.
في 4 شباط 2015 تم ترحيل العريان من الولايات المتحدة إلى تركيا. تم نقله على متن رحلة تجارية من مطار دالاس الدولي من هيرندون، فيرجينيا إلى تركيا. وفي بيان أصدره محاميه السابق جوناثان تورلي، قال العريان جزئياً: «بعد 40 عاماً، انتهى وقتي في الولايات المتحدة». وأضاف: «لكن على الرغم من المحنة الطويلة والشاقة التي عانت منها عائلتي، فإنني أغادر بلا مرارة أو استياء في قلبي على الإطلاق. في الواقع، أنا ممتن جدًا للفرص والخبرات التي أتيحت لي ولعائلتي في هذا البلد، وللصداقات التي زرعناها على مدى عقود. هذه روابط مدى الحياة ولا يمكن أن تتأثر بالمسافة».
في عام 2017 أسس الدكتور العريان مركز الإسلام والشؤون العالمية (CIGA) في جامعة إسطنبول وهو مدير المركز.

## الحياة الشخصية
العريان متزوج من نهلة النجار ولهما خمسة أولاد. ولدت نهلة عام 1961. كان نجله عبد الله العريان متدربًا لدى الممثل الأمريكي ديفيد بونيور عام 2001. ابنة العريان الكبرى، ليلى العريان، منتجة لقناة الجزيرة الإنجليزية في واشنطن العاصمة، وصحفية مستقلة ومساهمة في هافينغتون بوست ومجلة ذا نيشن.

### فيلم
(الولايات المتحدة الأمريكية مقابل العريان) هو فيلم وثائقي حاصل على جائزة عام 2007 للمخرج النرويجي لاين هالفورسن عن العريان وعائلته أثناء وبعد محاكمته من وجهة نظر عائلته، وتعليق على نظام العدالة الأمريكي بموجب قانون باتريوت. تمت استضافة وثائقي من قبل اثنين من أعضاء البرلمان وعرض في البرلمان الترويجي.

## روابط خارجية
- نسخة FOX News من مقابلة O'Reilly، 26 سبتمبر 2001
- روابط اخبارية واقتباسات «سامي العريان بكلماته»، سان بطرسبرج تايمز، 23 فبراير 2003
- الولايات المتحدة الأمريكية مقابل. العريان الموقع الرسمي باللغتين الإنجليزية والنرويجية.
- أنيتا كومار، العريان يطالب جامعة جنوب فلوريدا باستعادة مكانته - سان بطرسبرج تايمز، 7 يناير 2003
- روابط لتغطية محاكمة 2006-2007 من سانت بطرسبرغ تايمز
- ميلفا أندرباك وبول فيندلي، وجهتان : نداء سامي العريان «صفقة»، تقرير واشنطن حول شؤون الشرق الأوسط، يوليو 2006
- مقابلة حصرية: سامي العريان، الأستاذ الذي هزم تهم الإرهاب المثيرة للجدل، تم ترحيله من الولايات المتحدة The Intercept، 2015